# Espacio intervelloso

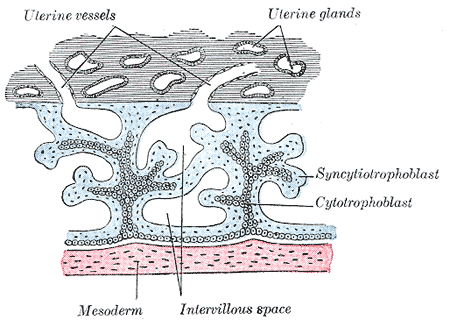
Vellosidades coriónicas primarias, el espacio intervelloso marcado en inglés intervillous space.

En embriología, el espacio intervelloso o cámara hemática es una gran laguna sanguínea —de sangre materna— presente en la placenta, rodeando las vellosidades trofoblásticas que contienen los vasos sanguíneos del feto. Las vellosidades están separadas de los espacios intervellosos por la membrana placentaria de tal manera que solo ciertos componentes de la sangre materna y fetal se entremezclan. Las arterias y venas maternas entran directamente a los espacios intervellosos al transcurrir unas 8 semanas de gestación y las cámaras hemáticas se forman y unen entre sí al cabo de la semana 13-21.

## Desarrollo
El espacio intervelloso es parte de la placenta y se forma desde los inicios de la implantación del embrión en el tejido del útero. La implantación es una invasión real del endometrio uterino por parte del embrión con la finalidad de ganar acceso a los nutrientes maternos. En las etapas iniciales, la membrana que recubre al embrión, llamada trofoblasto, protruye hacia el estroma uterino, rápidamente formando vellosidades y haciendo que el trofoblasto esté en contacto y formando anastomosis con los vasos sanguíneos maternos, destruyendo el tejido uterino. Este proceso hace posible que haya comunicación con la sangre materna con el fin de proveer nutrientes al producto de la concepción.
El flujo de sangre materna por el espacio intervelloso es de aproximadamente 500 ml por minuto, por donde el feto recibe oxígeno, glucosa, aminoácidos, agua, vitaminas y hormonas. Por su parte, el feto elimina hacia el espacio intervelloso —y por ende, a la circulación materna— CO2, urea, creatinina, y otros elementos de desecho.

## Características
Las proyecciones del trofoblasto hacia la circulación materna forman vellosidades. El espacio entre una columna vellosa y la otra contiene sangre materna, separada de la sangre fetal dentro de la vellosidad por una membrana creada por el trofoblasto, compuesta por epitelio especializado llamado sincitiotrofoblasto y —más internamente— citotrofoblasto. Esa barrera epitelial está compuesto además por células dendríticas, macrófagos especializados llamados células de Hofbauer y linfocitos CD4+ encargados de la secreción de inmunoglobulina G al feto. Los espacios intervellosos se comunican libremente unos con otros y la sangre materna que llena estos espacios proviene de las ramas espirales o helicoidales de la arteria uterina.